# Willie Eyre
Pour les articles homonymes, voir Eyre.
William Mars Eyre (né le 21 juillet 1978 à Fountain Valley, Californie, États-Unis) est un lanceur de relève droitier qui a joué en Ligue majeure de baseball de 2006 à 2011.

## Carrière

### Twins du Minnesota
Willie Eyre est d'abord drafté par les Cardinals de Saint-Louis au 44e tour de sélection en 1997 mais ne signe pas avec l'équipe. Il signe cependant avec les Twins du Minnesota lorsque ceux-ci le repêchent en 23e ronde en 1999.
Eyre fait ses débuts dans le baseball majeur avec les Twins du Minnesota le 6 avril 2006. Il effectue 42 sorties comme lanceur de relève durant la saison et présente une moyenne de points mérités de 5,31 en 59 manches et un tiers lancées. Sa seule décision de la saison est une victoire, sa première dans les majeures, remportée le 26 août sur les White Sox de Chicago.

### Rangers du Texas
Devenu agent libre, il rejoint les Rangers du Texas pour la saison 2007. Sa moyenne de points mérités s'élève à 5,16 en 68 manches lancées en 33 matchs pour les Rangers. Il remporte 4 victoires contre 6 défaites. Une blessure et une opération le forcent à l'inactivité presque complète en 2008 : il ne joue que 5 matchs avec le club-école des Rangers à Oklahoma City dans la Ligue de la côte du Pacifique. Eyre apparaît dans 17 parties des Rangers en 2009. Il joue la majeure partie de 2009 et toute la saison 2010 dans les ligues mineures avec les RedHawks d'Oklahoma City.

### Orioles de Baltimore
Mis sous contrat par les Athletics d'Oakland pour la saison 2011 et affecté aux ligues mineures sans obtenir de rappel, Eyre s'engage le 3 août 2011 avec les Orioles de Baltimore. Ceux-ci le rappellent des mineures pour 19 parties pendant la saison 2011. Le lanceur de relève remporte 2 victoires contre 2 défaites avec une moyenne de points mérités de 3,44 en 18 manches et un tiers lancées.